# Unione Polisportiva Foggia 1940-1941
Questa voce raccoglie le informazioni riguardanti  l'Unione Polisportiva Foggia nelle competizioni ufficiali della stagione 1940-1941.

## Rosa
| N. |                   | Ruolo | Calciatore          |
| -- | ----------------- | ----- | ------------------- |
|    | Italia (bandiera) | C     | Antonio Antonini    |
|    | Italia (bandiera) | C     | Adelmo Baldi        |
|    | Italia (bandiera) | A     | Ernesto Bertè       |
|    | Italia (bandiera) | C     | Giuseppe Bradaschia |
|    | Italia (bandiera) | C     | Giovanni Bratta     |
|    | Italia (bandiera) | C     | Umberto Caputo      |
|    | Italia (bandiera) | P     | A. Colavini         |
|    | Italia (bandiera) | A     | Pasquale Curcetti   |
|    | Italia (bandiera) | A     | Aldo Curci          |
|    | Italia (bandiera) | D     | Antonio D’Argenio   |
|    | Italia (bandiera) | D     | Carmine D'Argenio   |
|    | Italia (bandiera) | A     | Giuseppe Delle Pace |
|    | Italia (bandiera) | P     | Pietro Di Manco     |
|    | Italia (bandiera) | A     | Antonio Di Tonno    |
|    | Italia (bandiera) | A     | Delio Donnini       |

| N. |                   | Ruolo | Calciatore        |
| -- | ----------------- | ----- | ----------------- |
|    | Italia (bandiera) | A     | Adelchi Fariello  |
|    | Italia (bandiera) | C     | Remo Frigerio     |
|    | Italia (bandiera) | C     | Alfredo Galante   |
|    | Italia (bandiera) | D     | A. Giampietro     |
|    | Italia (bandiera) | C     | Vincenzo Marsico  |
|    | Italia (bandiera) | C     | Nazario Mazzone   |
|    | Italia (bandiera) | A     | Virginio Meschini |
|    | Italia (bandiera) | D     | Antonio Notari    |
|    | Italia (bandiera) | C     | Antonio Rinaldi   |
|    | Italia (bandiera) | D     | Silvio Rispoli    |
|    | Italia (bandiera) | P     | Antonio Rubino    |
|    | Italia (bandiera) | A     | Antonio Simeone   |
|    | Italia (bandiera) | C     | Ermenegildo Soci  |
|    | Italia (bandiera) | C     | Giuseppe Sollazzo |
|    | Italia (bandiera) | P     | Vincenzo Toriello |